# Alberto Bello Jr.
Alberto Bello Jr. (n. Buenos Aires, Argentina; 1924 - Ibídem, 24 de diciembre de 1944) fue un joven actor argentino de teatro. Su padre fue el eximio primer actor Alberto Bello.

## Carrera
Alberto Bello fue un actor de reparto, que siendo una de las futura promesas de la industria teatral y cinematográfica argentina, pudo seguir la determinante vocación de su padre.
Debido a que trabajó paralelamente en el medio artístico con su padre. para evitar confusiones  figuraba generalmente en cartel como "Alberto Bello (Hijo)".
En teatro brilló en la Compañía de Pepe Arias y Malvina Pastorino se lo recuerda en una obra de 1943 junto con María Armand, Jack Darling, Alberto Greco, Alberto Bello, Leticia Scuri, Adolfo Linvel, José Cicarelli, José Ruzo, Dario Rullán, Marcelle Marcel, Carlos Pamplona, Raúl Landivar y Alfredo Distasio.

## Tragedia y fallecimiento
Durante la víspera de Navidad de 1944 el actor Alberto Bello estaba esperando un tren en la Estación Florida de Vicente López, cuando accidentalmente perdió el equilibrio y cayó en las vías, inmediatamente fue arrollado por el tren sin darle la posibilidad de salir. Tiempo después el 11 de diciembre de 1963 su padre decidió quitarse la vida desde ese mismo andén.

## Teatro
- 1943: Don Fernández. Con la Compañía Argentina de Comedias Pepe Arias. Con Malvina Pastorino, Alberto Bello, María Armand, Juan Serrador, Leticia Scuri, María Santos, Adolfo Linvel, Humberto de la Rosa, Marcelle Marcel, Francisco Audenino, Carlos Pamplona y gran elenco.